# Simply Wonderful
Simply Wonderful – piąty singel japońskiej piosenkarki Mai Kuraki, wydany 27 września 2000 roku. Osiągnął 2 pozycję w rankingu Oricon i pozostał na liście przez 8 tygodni, sprzedał się w nakładzie 384 820 egzemplarzy. Singel zdobył status platynowej płyty.

## Lista utworów
| Nr | Tytuł                                          | Słowa             | Kompozycja        | Aranżacja                                                | Czas |
| -- | ---------------------------------------------- | ----------------- | ----------------- | -------------------------------------------------------- | ---- |
| 1. | "Simply Wonderful ~Club Edit~"                 | Mai Kuraki        | Aika Ōno          | Cybersound                                               | 4:24 |
| 2. | "Simply Wonderful ~Radio Edit~"                | Mai Kuraki        | Aika Ōno          | Cybersound                                               | 3:53 |
| 3. | "think about"                                  | Mai Kuraki        | YOKO Black. Stone | YOKO Black. Stone                                        | 4:42 |
| 4. | "Baby I Like ~Turn Me On Mix~"                 | YOKO Black. Stone | YOKO Black. Stone | YOKO Black. Stone Remixed by Mark Kamins, Joey Moskowitz | 5:44 |
| 5. | "Simply Wonderful ~Club Edit (Instrumental)~"  |                   | Aika Ōno          | Cybersound                                               | 4:24 |
| 6. | "Simply Wonderful ~Radio Edit (Instrumental)~" |                   | Aika Ōno          | Cybersound                                               | 3:53 |

## Notowania
| Lista                        | Pozycja |
| ---------------------------- | ------- |
| Oricon Weekly Singles Chart  | 2       |
| Oricon Monthly Singles Chart | 4       |
| Oricon Yearly Singles Chart  | 70      |